# El Avion de Las Tres (bài hát)
El Avion de Las Tres là đĩa đơn đầu tiên của nhóm nhạc Mexico AK-7 trong Album đầu tay El Avion De Las Tres. Bài hát được ra mắt vào tháng 9 năm 2007. Nó đạt vị trí thứ 46 trên Billboard Hot Latin Songs của Hoa Kỳ.